# Toilet in Japan

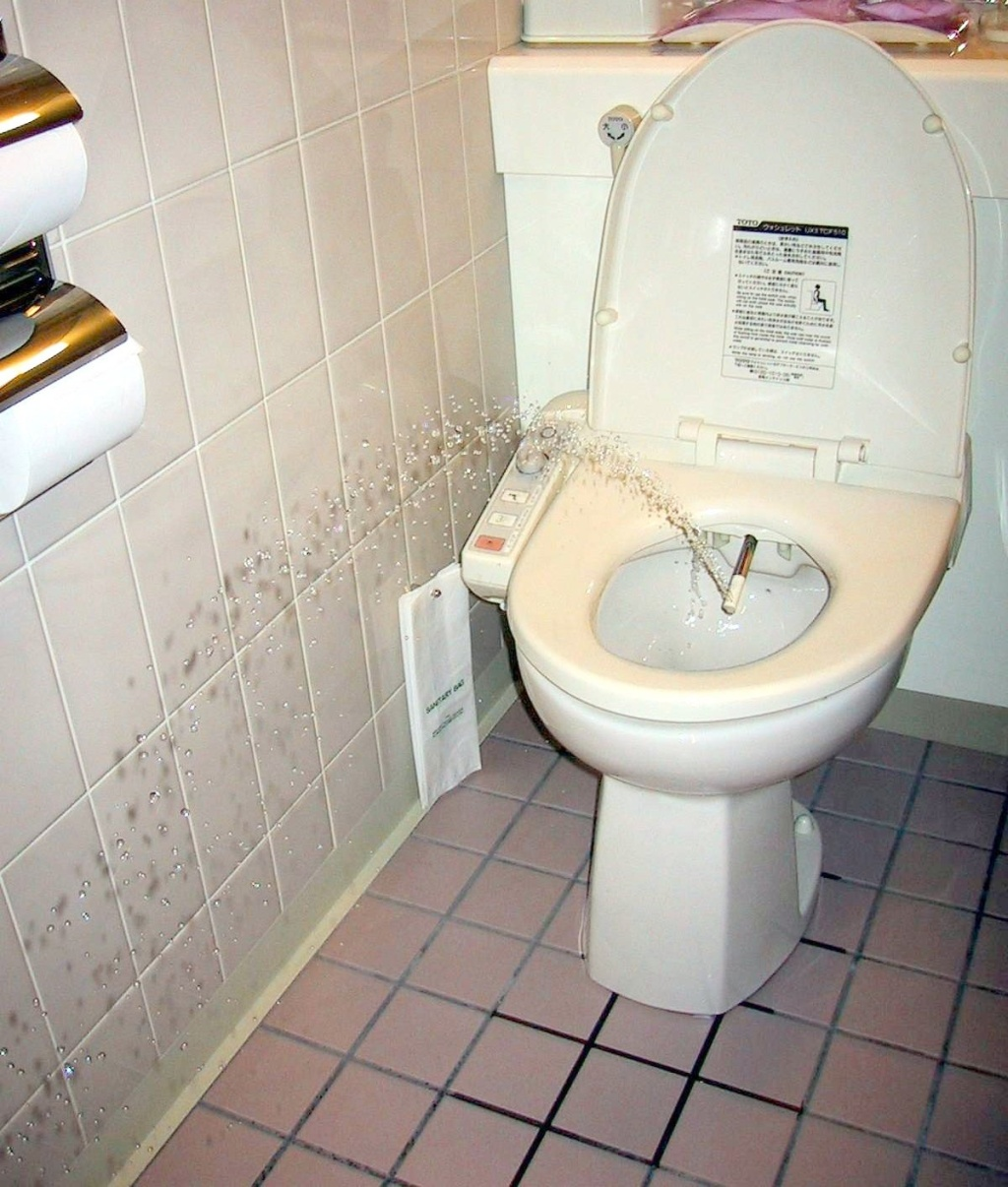
Een Japans toilet met ingebouwd mechanisme voor het reinigen van het achterwerk van de persoon die erop zit

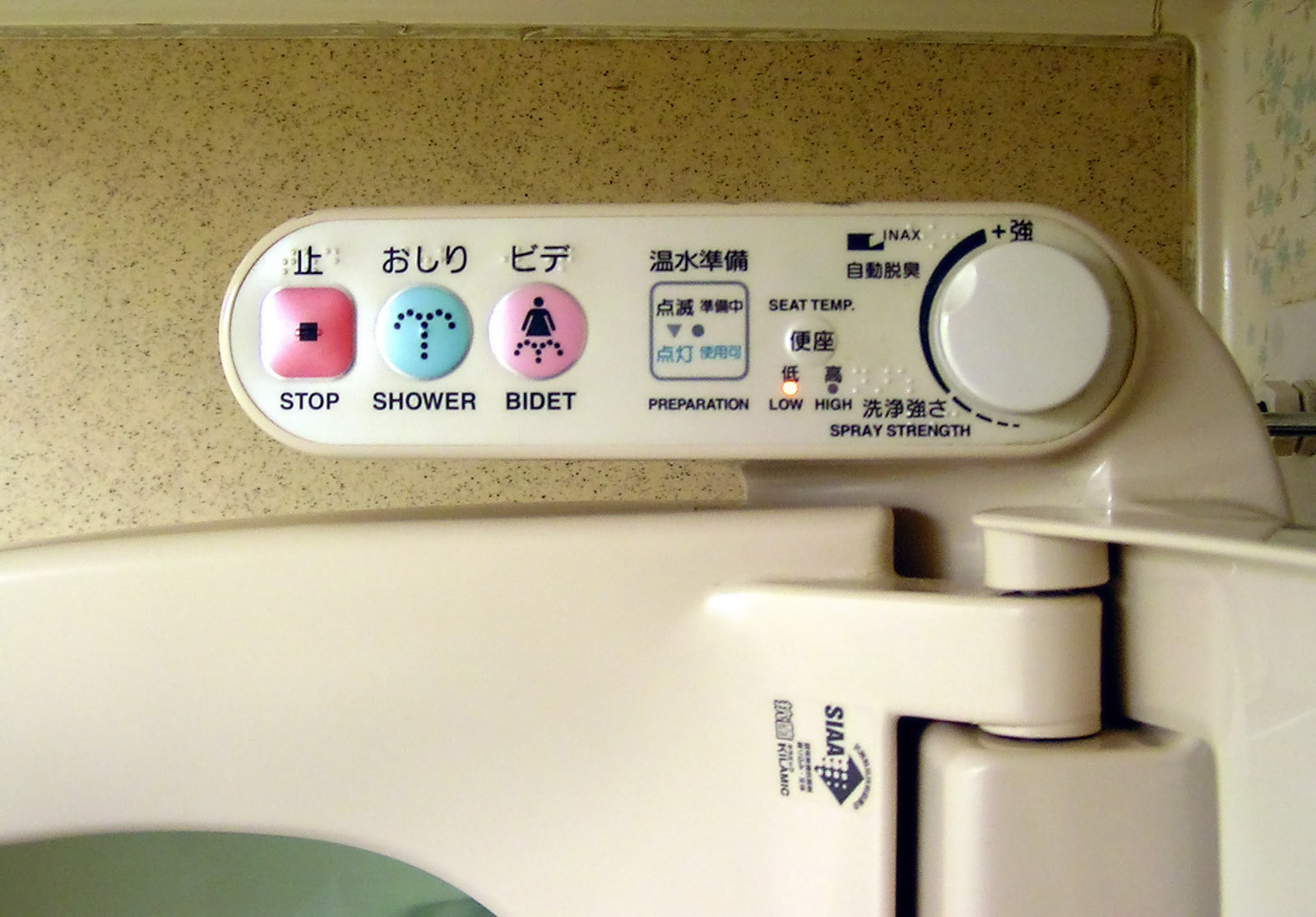
Controlesysteem van een modern Japans toilet

Er zijn twee soorten toiletten in Japan. Het oudste type is een simpel hurktoilet, dat vandaag de dag nog steeds terug te vinden is in de meeste openbare toiletten. Het tweede type is een toilet meer gelijk aan het westerse toilet of urinoir. Dit type deed zijn intrede na de Tweede Wereldoorlog. Het meest gebruikte westerse toilet is het douchetoiletmodel (zie afbeelding), dat sinds 2009 in 65% van de Japanse huizen terug te vinden is.
Deze bidets hebben vaak wel extra eigenschappen die men bij een westers toilet niet snel terugvindt, zoals een regelbare waterstraal (richting, intensiteit) voor het reinigen van de anus, verwarming van de wc-bril en warme lucht voor drogen. Daarnaast kan de klep automatisch omhooggaan en kan de bediening van het toilet draadloos gebeuren.

## Geschiedenis

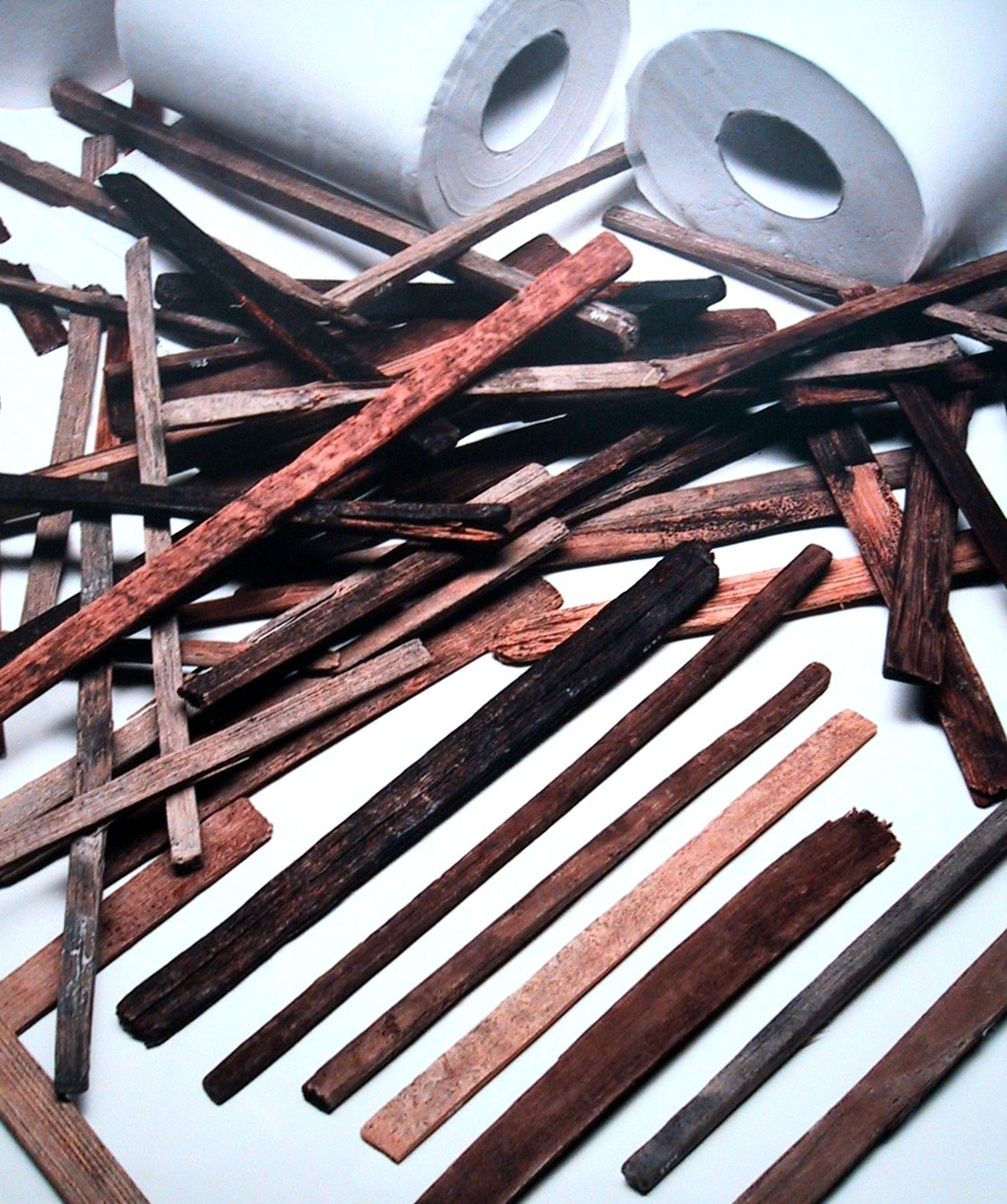
Houten schrapers (chu-gi) uit de Naraperiode; de Japanse voorlopers van het toiletpapier

De geschiedenis van het Japanse toilet kenmerkt zich door het feit dat oude rioleringssystemen herhaaldelijk zijn geïntroduceerd, maar later weer vergeten. Wat wel opvalt is dat vrijwel vanaf het begin de ontlasting altijd werd afgevoerd naar of opgeslagen op een speciale plaats. Dit in tegenstelling tot Europa, waar met name in de middeleeuwen ontlasting vaak gewoon op straat werd gedumpt. Volgens bronnen waren de eerste westerlingen die Japan bezochten onder de indruk van hoe schoon de steden waren.
Tijdens de Jomonperiode werden nederzettingen vaak gebouwd in de vorm van een hoefijzer, met een centraal plein in het midden en een opslagplaats voor afval aan de buitenrand. Bij opgravingen zijn coprolieten gevonden van menselijke en dierlijke mest, wat suggereert dat deze afvalplaatsen ook als toilet dienden.
De oudste Japanse riolering dateert uit de Yayoiperiode (300 v.Chr. tot 250). Deze systemen werden vooral toegepast in grotere nederzettingen, mogelijk in combinatie met toiletten. Een andere vroege voorloper van het toilet is te vinden in de derde eeuw in Sakurai, Nara. Tevens is een vroege versie van het toilet gevonden op de plek van het Fujiwara-kyo in Kashihara, Nara. Dit toilet bevond zich boven een open put.
Tijdens de Naraperiode werd een drainagesysteem aangelegd in de hoofdstad Nara. Dit systeem bestond uit waterstromen van 10 tot 15 centimeter breed, die bedoeld waren om ontlasting af te voeren. Houten stokken genaamd chu-gi werden gebruikt als een soort toiletpapier. Aan de kust werd ook zeewier gebruikt voor dit doel, en in de berggebieden grote bladeren. Ten tijde van de Edoperiode deed het toiletpapier zijn intrede. Dit papier was gemaakt van washi (traditioneel Japans papier).
Er bestaan verschillende historische documenten uit de 9e eeuw waarin wetten en regels omschreven staan voor het bouwen van waterkanalen voor respectievelijk drinkwater en afvalwater. Hierin wordt ook een toiletsysteem omschreven. Toiletten met een doorspoelsysteem doken voor het eerst op in de 8e eeuw. In het Akitakasteel werd een toilet gebouwd boven een waterstroom. Puttoiletten bleven echter lange tijd de norm daar deze makkelijker te bouwen waren. Bovendien kon de ontlasting dan worden gebruikt voor het bevruchten van het land.

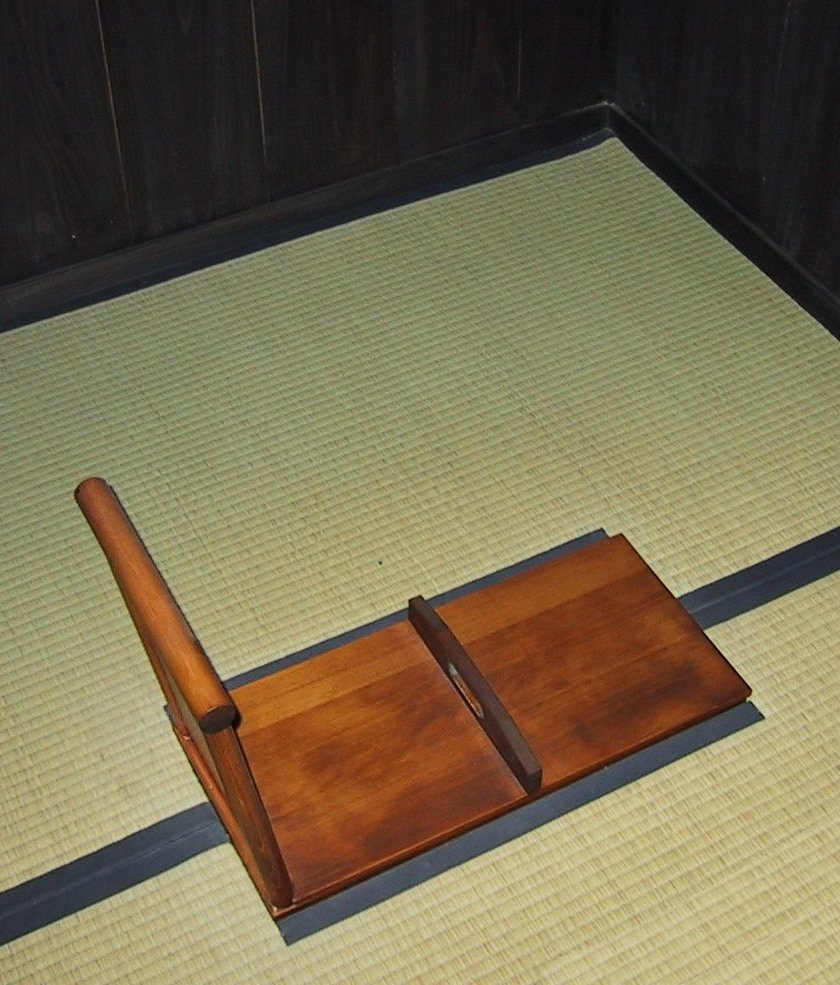
Hurktoilet uit de Meijiperiode

Tijdens de Azuchi-Momoyama periode (1568 tot 1600), werd het "Taiko-rioleringssysteem" gebouwd rondom het Kasteel Osaka. Dit systeem bestaat vandaag de dag nog steeds.
Het gebruik van een hedendaags rioleringssysteem begon in 1884 met de bouw van het eerste bakstenen en keramisch riool in Kanda, Tokio.
Na de Aardbeving in Kanto werden meer van deze systemen aangelegd om uitbraak van ziektes na toekomstige aardbevingen te voorkomen. Na de Tweede Wereldoorlog kwam de ontwikkeling van het toilet en het rioleringssysteem in Japan in een stroomversnelling, mede om de snelle bevolkingsgroei bij te houden. Rond het jaar 2000 had 60% van de Japanse bevolking een toilet met aansluiting op het riool. 10 september geld in Japan als nationale “rioleringsdag”.
Westerse toiletten en urinoir begonnen vanaf begin 20e eeuw hun intrede te doen in Japan, maar werden pas na de Tweede Wereldoorlog op grote schaal ingevoerd, mede door de Bezetting van Japan. In 1977 overtrof de verkoop van Westerse toiletten die van traditionele hurktoiletten. In 1980 introduceerde het bedrijf TOTO de Washlet, een bidet gemodelleerd naar toiletten uit Zwitserland en de Verenigde Staten. Vandaag de dag produceert Japan enkele van de meest geavanceerde toiletten ter wereld.

## Terminologie
In Japan bestaan er verschillende benamingen voor het toilet. Het leenwoord toire (トイレ), is een verbastering van het Engelse woord "toilet" De naam wordt gebruikt voor zowel het toilet zelf als de ruimte waarin het zich bevindt. Net als het woord anime wordt vaak ten onrechte gedacht dat het woord is overgenomen uit het Frans.
Een veelgehoord eufemisme voor toilet is otearai (お手洗い,  letterlijk te vertalen als handen wassen). Deze term verwijst strikt genomen naar de wasbak.
Een ander woord voor toilet in Japan is benjo (便所), van het woord ben (便) wat “gemak” betekent. Dit woord is iets minder formeel en wordt vaak gebruikt om te refereren aan toiletten in openbare ruimtes zoals scholen en zwembaden.
Ten slotte is er keshōshitsu (化粧室), een veelgebruikte term op stations en andere openbare plekken die letterlijk cosmeticakamer (vgl. het Engelse powder room) aanduidt.

## Soorten toiletten

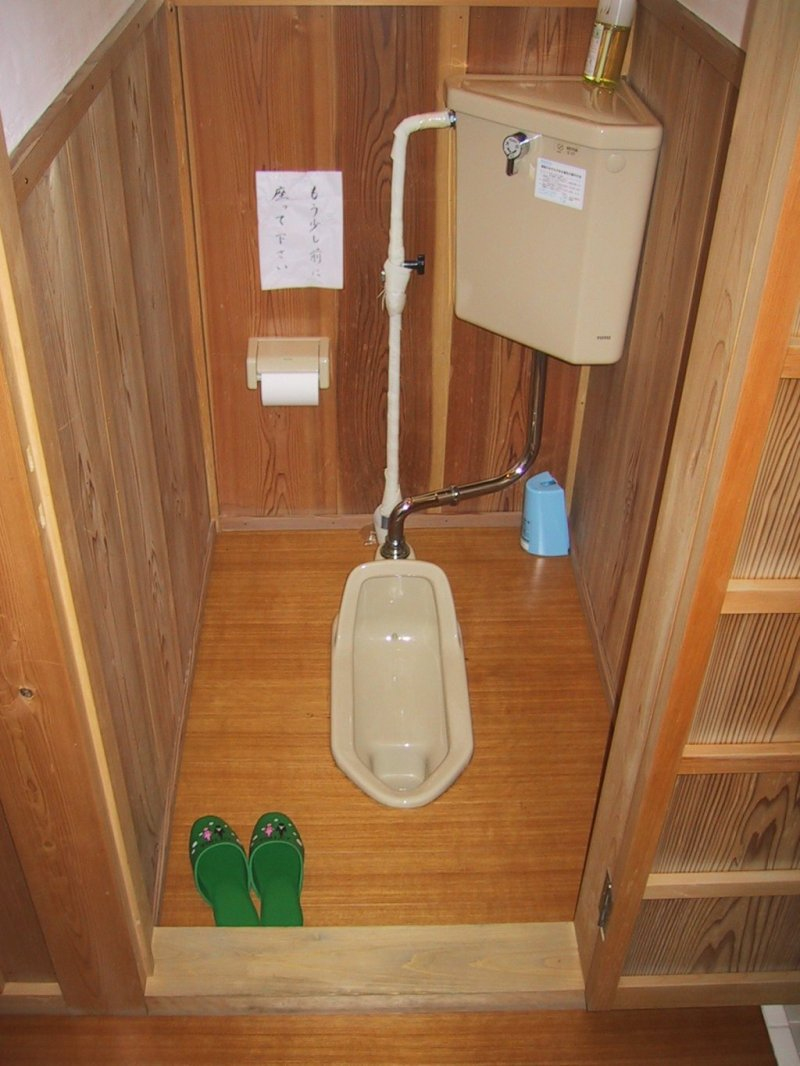
Een standaard Japans hurktoilet

HurktoiletHet traditionele Japanse (和式, washiki) toilet. De meeste van deze toiletten zijn gemaakt van porselein. Dit type toilet is behalve in Japan ook in andere Aziatische landen terug te vinden. Er bestaan twee variaties op dit toilet; een met het toilet in de vloer en een met het toilet in een verhoogd platform (ongeveer 30 centimeter boven de grond). Dit type toilet is in vergelijking met westerse toiletten makkelijker schoon te houden en verbruikt minder water.
Westerse toilettendeze zijn vaak gelijk aan toiletten die men in veel westerse landen aantreft, maar er bestaan variaties die alleen in Japan terug te vinden zijn. Een voorbeeld hiervan is de Washlet (ウォシュレット Woshuretto).

## Accessoires

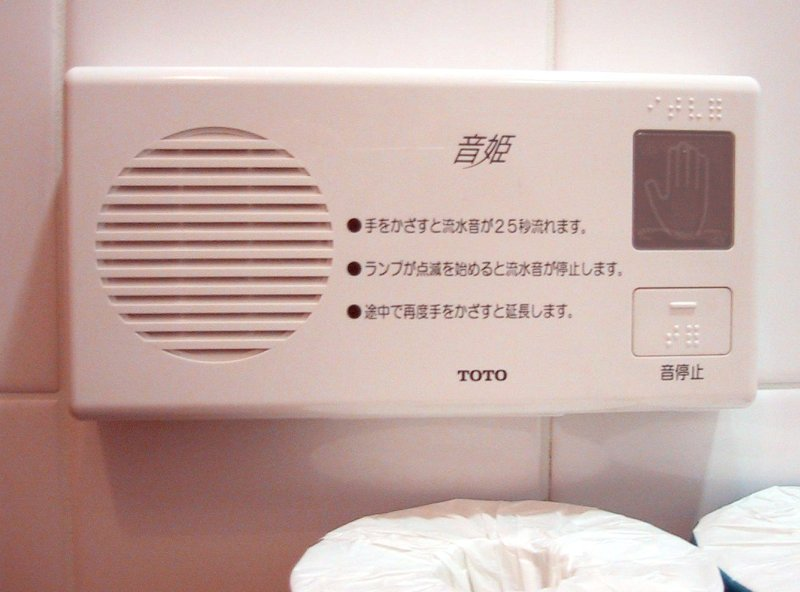
Een Otohime in een toilet

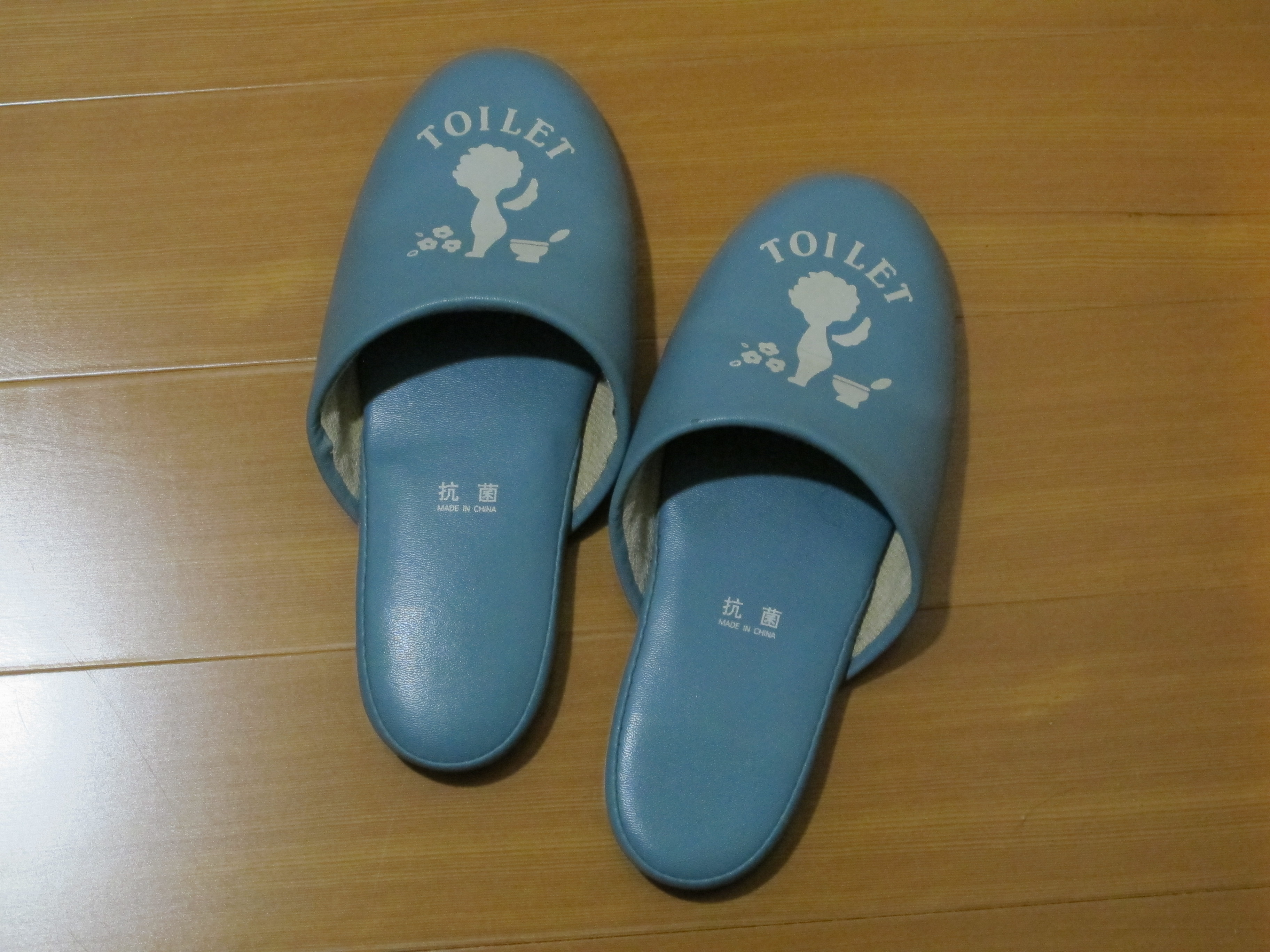
Toiletslippers

Een aantal accessoires die kenmerkend zijn voor toiletten in Japan zijn:
Otohime (音姫)Letterlijk vertaald “geluidsprinses”. Dit is een apparaatje dat vooral in openbare toiletten voor vrouwen terug te vinden is. Doel van het apparaat is een geluid te produceren dat het geluid van het urineren overstemt. Het apparaat werd geïntroduceerd in de jaren 80 van de 20e eeuw als middel tegen paruresis. Voor introductie van het apparaat spoelden vrouwen vaak herhaaldelijk het toilet door om het geluid van het urineren te overstemmen, wat tot grote waterverspilling leidde.
ToiletslippersHet toilet wordt door veel Japanners nog steeds gezien als een onreine plek ten opzichte van hun huis. Daarom worden vaak slippers gedragen om het toilet te bezoeken. Dit soort slippers zijn soms ook terug te vinden in openbare toiletten.